# Erol Erman
Erol Erman (* 1942; † 26. August 2018) war ein Architekt.

## Leben

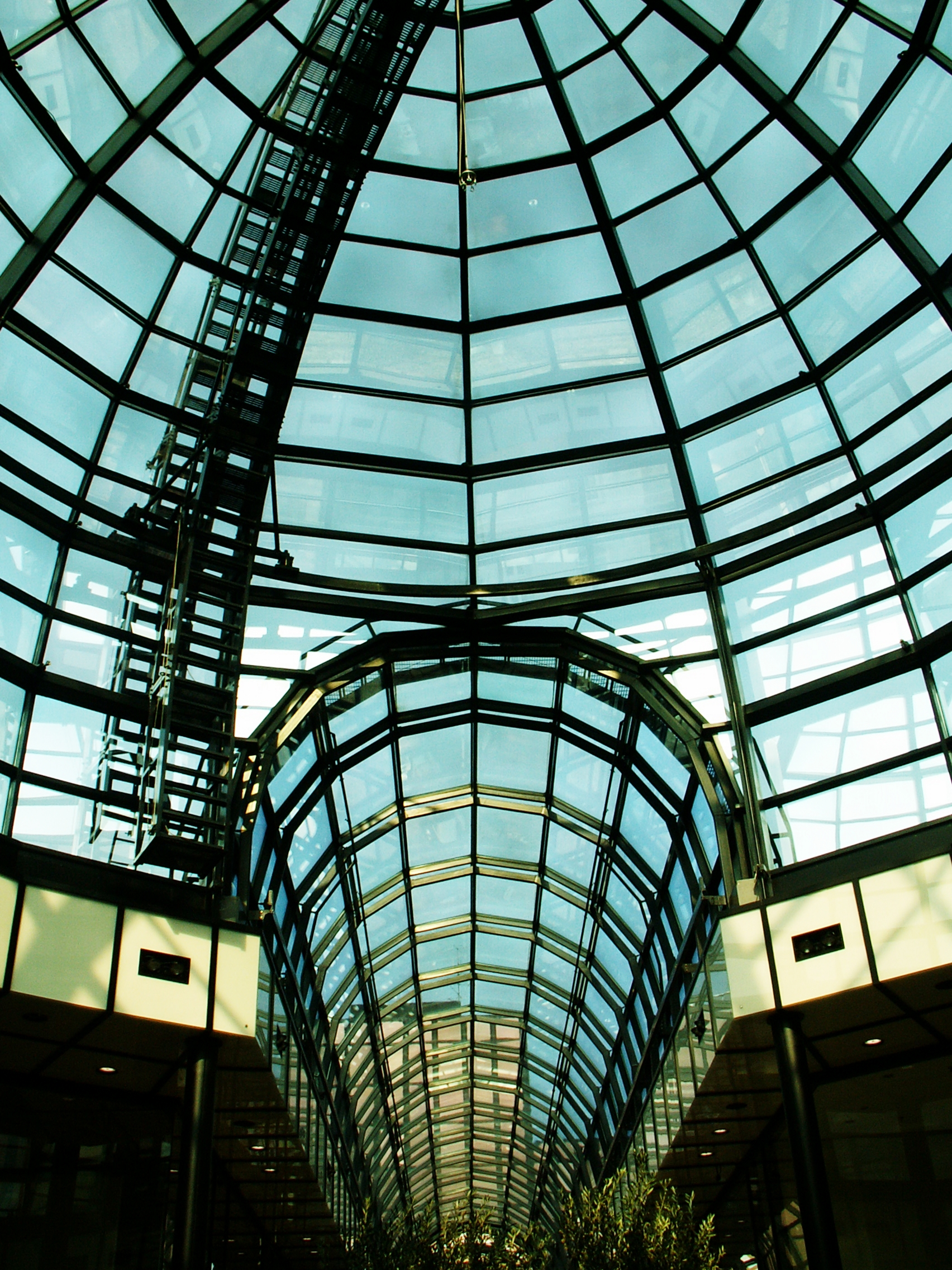
Die gläserne Rotunde der 1987 eröffneten Galerie Luise

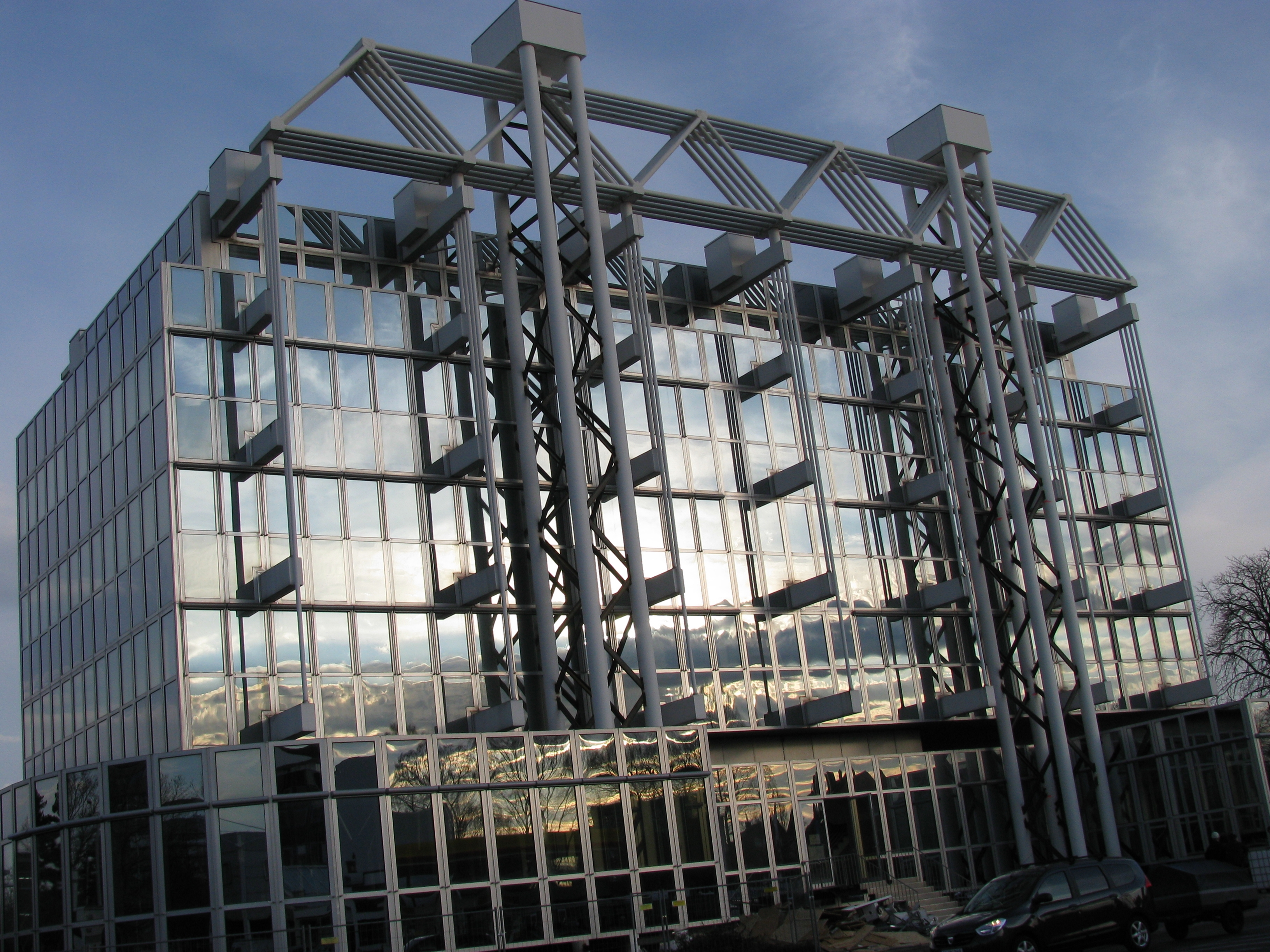
Das 2014 abgebrochene sogenannte „Hängehaus“ im Heideviertel von Hannover

Der 1942 geborene Erol Erman studierte an der Devlet Güzel Sanatlar Akademisi in Istanbul, Türkei und wirkte in verschiedenen Architekturbüros in Istanbul, Paris und London.
1977 wurde er gemeinsam mit Klaus Schuwirth Partner des Architektenbüros S & E, das auch als Schuwirth, Erman & Partner bekannt war und in dem er zuletzt als einer von zwei geschäftsführenden Gesellschaftern fungierte.
Zu den bekanntesten Bauwerken aus dieser Arbeitsgemeinschaft zählt beispielsweise die im Jahr 1987 errichtete Galerie Luise, die insbesondere durch ihre Glasrotunde von sich reden machte, oder das sogenannte „Hängehaus“ im Heideviertel an der Karl-Wiechert-Allee in Hannover, das 2014 zugunsten eines Erweiterungsbaus des Versicherers Mecklenburgische abgebrochen wurde.
Für die direkte Nachbarschaft ersannen Schuwirth und Erman die Pläne für das gläserne Pyramidenrestaurant. Das Duo ersann zudem zahlreiche Gebäude in hannoverschen Einkaufsstraßen und wirkte mit bei der Konzeption für den Medical-Park.
Ab 1992 erweiterte das Architekturbüro seinen Wirkungskreis zunächst nach Frankfurt am Main und Berlin, dehnte seinen Wirkungskreis ab 2000 aber auch nach Pakistan und Kambodscha aus, baute zudem für den Softwareentwickler SAP in Kalifornien.
Die Partnerschaft zwischen Erman und Schuwirth bestand 37 Jahre. Um 2015 wurde das Berliner Büro geschlossen, weil Erol Erman aufgrund seiner Krankheit nicht mehr arbeiten konnte.
Erol Erman starb am 26. August 2018 nach langjähriger Krankheit. Der Geschiedene hinterließ zwei Töchter und zwei Enkel. Postum kündigte die Familie die Beerdigung des Architekten im September 2018 auf dem Stadtteilfriedhof Bothfeld an.

## Werke (Auswahl)
- Galerie Luise